# Выборы в Верховный Совет СССР (1946)
Выборы в Верховный Совет СССР II-го созыва состоялись 10 февраля 1946 года. По советскому законодательству, 325.000 граждан из 101.718.000 были по разным причинам лишены избирательного права.
Эти выборы стали первыми, в которых законодательство позволило военнослужащим частей Красной Армии, дислоцированных за пределами Советского Союза, голосовать за кандидатов в обе палаты Верховного Совета, для чего были образованы специальные избирательные округа из расчёта 1 округ на 100.000 человек. Подобная практика продолжалась и в последующие десятилетия, пока подразделения Советской Армии были дислоцированы в Восточной Европе.

## Ход выборов
Выборы 1946 года по своей сути являлись «вотумом доверия» для советской власти, и на ней активно отрабатывались механизмы мобилизации масс для поддержки инициатив властей, а также процедуры выборов, которые почти не менялись до распада СССР. Сами выборы омрачнялись послевоенной разрухой, а также малым опытом проведения избирательных процессов по конституции 1936 года: за восемь лет опыт ведения избирательного процесса был растерян, а значительное число кадров местного самоуправления было утеряно в ходе Второй мировой войны или партизанских движений на территории СССР.
Как и на выборах 1937 года, данные выборы также были организованы как большой праздник. При этом, они были безальтернативны, а граждане по своей сути были обязаны в них участвовать. В рамках созыва граждан на голосование, активно использовались агитбригады, а местные правительства выплачивали премии и зарплаты заранее, дабы технически подкупить граждан, чтобы те без проблем могли правильно проголосовать на выборах. Участки были превращены в центры развлечений с радио, комантами игр, буфетами, концетрами и кинопоказами.
Выборы встретили довольно активное сопротивление. Оппозиционные граждане распространяли листовки с призывом голосовать против всех.
Количество несогласных или недовольных граждан круто и резко снизилось на фоне событий военных и предвоенных лет. Несогласные были известны поимённо, и те как правило, или портили бюллетени, или забирали их с собой, и советской властью это приравнивалось к нелояльности. Выборы стали представлять собой ритуал по проявлению лояльности советской власти, и люди стремились прийти на них как можно раньше, дабы продемонстрировать свой лоялизм, что доходило до абсурда, когда некоторые занимали очереди с ночи.
Несмотря на все сложности и проблемы, послевоенные годы считались чем-то более лучшим, чем война, а все трудности и ужасающие условия жизни считались временными. Пропаганда активно и успешно внедряла идеи о том, что само бытие советского человека, причастного к октябрьской революции — уникально и особенно, что бытие советского гражданина — это справедливость и добро. Во многих разговорах граждане выражали большую и спокойную уверенность в том, что СССР семимильными шагами идёт к процветанию.
Люди, обладающие негативным отношениям к советской власти, находились в молчаливом меньшинстве, и как правило они или не выражали свою позицию, или старались её выражать через надписи на бюллетенях, и как правило, они и вызывали наибольшее внимание государственного аппарата и НКВД, так-как те во внутренних разговорах часто говорили о том, что выборы недемократичны, а власть — авторитарна, вызывая противодействие проводимой агитации и пропаганде.

В ночь на 9 февраля 1946 года Сталин вышел на сцену и был встречен огромной аудиторией избирателей, выступив с речью, в которой объявил победу в войне доказательством легитимности существовавшего строя:
«Война показала, что советский общественный строй является подлинно народным строем, <...> вполне жизнеспособной и устойчивой формой организации общества... Теперь речь идет уже не о том, жизнеспособен или нет советский общественный строй, ибо после наглядных уроков войны никто из скептиков не решается больше выступать с сомнениями насчет жизнеспособности советского общественного строя. Теперь речь идет о том, что советский общественный строй оказался более жизнеспособным и устойчивым, чем несоветский общественный строй, что советский общественный строй является лучшей формой организации...»
Выборы в Верховный Совет состоялись на следующий день. Из 101 718 000 человек, имевших право голоса, примерно 325 000 человек были лишены права голоса по множеству причин. Также впервые военнослужащим Красной Армии было разрешено голосовать за пределами Советского Союза, в небольших округах по 100 000 человек.
В отдельных местностях на западе СССР выборы были сорваны местным антисоветским сопротивлением.

## Результаты
| Верховный совет II-го созыва          |                                       |                                       |                                                  |             |             |             |                       |                       |                       |
| Коалиция                              | Коалиция                              | Партия                                | Партия                                           | Совет Союза | Совет Союза | Совет Союза | Совет национальностей | Совет национальностей | Совет национальностей |
| Коалиция                              | Коалиция                              | Партия                                | Партия                                           | Голосов     | %           | Мест        | Голосов               | %                     | Мест                  |
|                                       | Блок коммунистов и беспартийных       |                                       | Всесоюзная коммунистическая партия (большевиков) | 100 621 225 | 99,19       | 576         | 100 603 567           | 99,19                 | 509                   |
|                                       | Блок коммунистов и беспартийных       | Беспартийные                          | 106                                              | 100 621 225 | 99,19       | 148         | 100 603 567           | 99,19                 |                       |
| Против всех                           | Против всех                           | Против всех                           | Против всех                                      | 819 699     | 0,81        | —           | 818 955               | 0,81                  | —                     |
|                                       |                                       |                                       |                                                  |             |             |             |                       |                       |                       |
| Действительных голосов                | Действительных голосов                | Действительных голосов                | Действительных голосов                           | 101 440 924 | 99,99       | —           | 101 422 522           | 99,97                 | —                     |
| Недействительных голосов              | Недействительных голосов              | Недействительных голосов              | Недействительных голосов                         | 10 012      | 0,01        | —           | 28 414                | 0,03                  | —                     |
| Всего                                 | Всего                                 | Всего                                 | Всего                                            | 101 440 924 | 100,00      | 682         | 101 422 522           | 100,00                | 657                   |
| Зарегистрированных избирателей / Явка | Зарегистрированных избирателей / Явка | Зарегистрированных избирателей / Явка | Зарегистрированных избирателей / Явка            | 101 717 686 | 101 717 686 | 101 717 686 | 99,74                 | 99,74                 | 99,74                 |

## Галерея

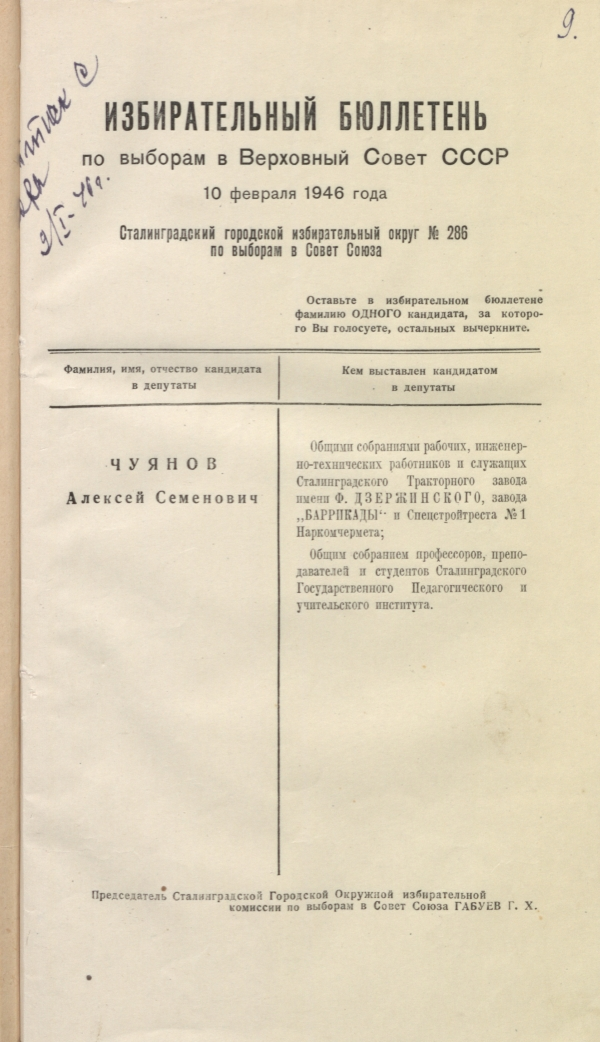
Избирательный бюллетень по Сталинградскому городскому округу

Почтовые марки, посвящённые выборам
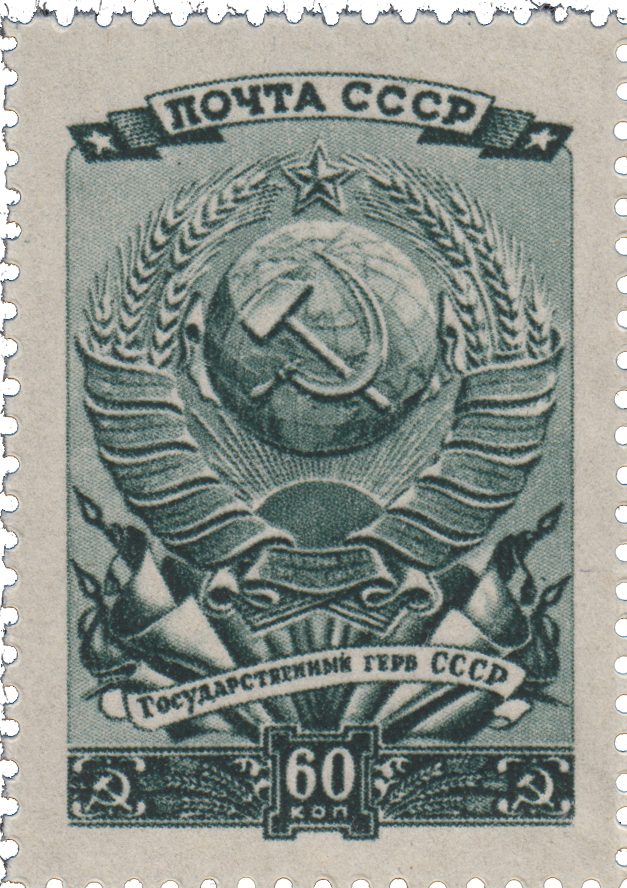
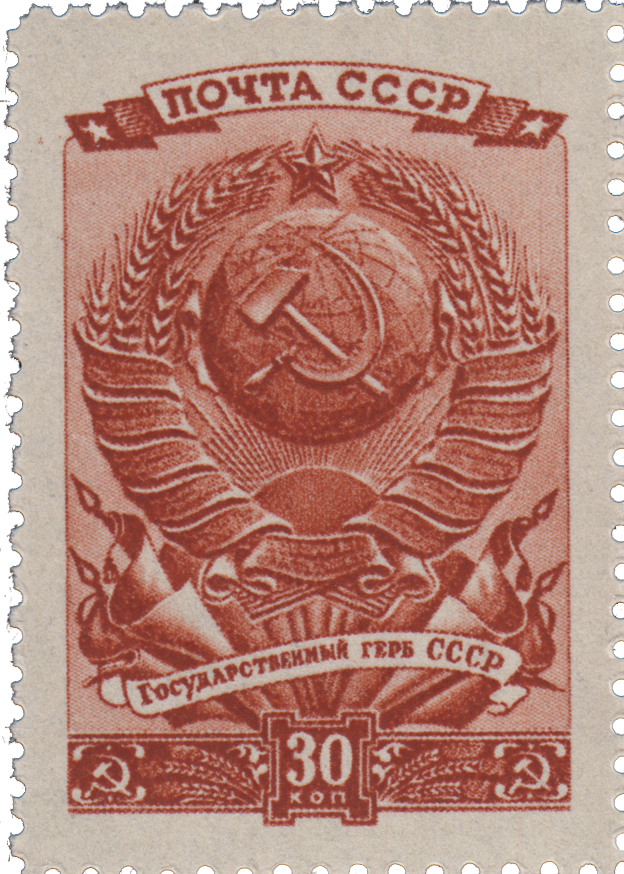
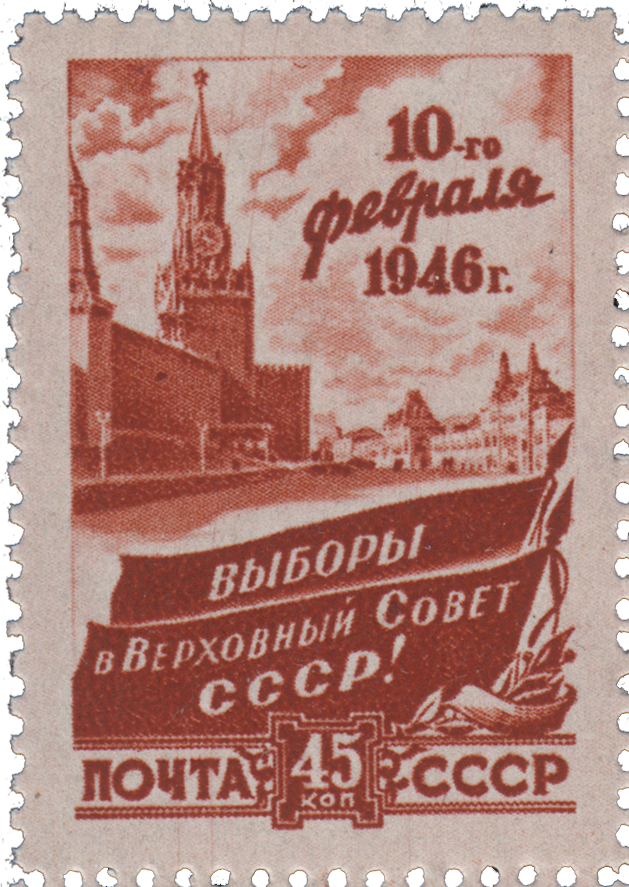